# Championnat du Suriname de football 2015-2016
Navigation
Saison précédente Saison suivante
La saison 2015-2016 du championnat du Suriname de football est la quatre-vingtième édition de la première division au Suriname. Les dix formations de l'élite sont réunies au sein d'une poule unique où elles s'affrontent deux fois au cours de la saison. Le dernier du classement est relégué et remplacé par le champion de seconde division.
C'est l'Inter Moengotapoe, triple tenant du titre, qui remporte à nouveau la compétition après avoir terminé en tête du classement final, avec huit points d’avance sur le SV Transvaal et treize sur le SV Leo Victor. Il s’agit du huitième titre de champion du Suriname de l'histoire du club, le quatrième consécutif.

## Les clubs participants
- SV Excelsior
- Walking Bout Company
- SV Nishan'42 - Promu de D2
- SV Notch
- SV Leo Victor
- SV Robinhood - Promu de D2
- SCSV Takdier Boys
- SV Transvaal
- Inter Moengotapoe
- SV Botopasi

## Compétition
Le barème de points servant à établir le classement se décompose ainsi :
- Victoire : 3 points
- Match nul : 1 point
- Défaite : 0 point

### Classement
| Rang | Équipe               | Pts | J  | G  | N | P  | Bp | Bc | Diff |
| ---- | -------------------- | --- | -- | -- | - | -- | -- | -- | ---- |
| 1    | Inter Moengotapoe T  | 40  | 18 | 12 | 4 | 2  | 42 | 21 | +21  |
| 2    | SV Transvaal         | 32  | 18 | 9  | 5 | 4  | 33 | 24 | +9   |
| 3    | SV Leo Victor        | 27  | 17 | 8  | 3 | 6  | 22 | 16 | +6   |
| 4    | SV Nishan'42 P       | 26  | 18 | 7  | 5 | 6  | 38 | 31 | +7   |
| 5    | Walking Bout Company | 26  | 18 | 8  | 2 | 8  | 40 | 37 | +3   |
| 6    | SV Botopasi          | 24  | 18 | 7  | 3 | 8  | 33 | 38 | -5   |
| 7    | SV Robinhood P C     | 21  | 18 | 6  | 3 | 9  | 27 | 31 | -4   |
| 8    | SCSV Takdier Boys    | 20  | 18 | 5  | 5 | 8  | 24 | 30 | -6   |
| 9    | SV Notch -3          | 18  | 17 | 6  | 3 | 8  | 23 | 30 | -7   |
| 10   | SV Excelsior         | 12  | 18 | 3  | 3 | 12 | 23 | 47 | -24  |

|  | Qualification pour la CFU Club Championship 2017                          |
|  | Relégation en deuxième division                                           |
|  | T : Tenant du titre C : Vainqueur de la Coupe du Suriname P : Promu de D2 |

- Le SV Notch reçoit trois points de pénalité pour défaut de préparation du terrain avant la rencontre de la 13e journée face au SV Leo Victor. D'abord reporté, le match n'est finalement jamais joué et retiré du calendrier du championnat, sans avoir de conséquence sur le classement final.
- Apparemment, les clubs de SCSV Takdier Boys et SV Excelsior se voient refuser leur licence pour jouer en 1re et 2e division et sont radiés de ces deux compétitions.

### Résultats
| Résultats (▼dom., ►ext.) | INT | TRV | LEO | NIS | WBC | BOT | ROB | TAK | NOT | EXC |
| Inter Moengotapoe        |     | 2-1 | 1-0 | 1-1 | 4-2 | 7-0 | 2-1 | 2-2 | 0-1 | 1-1 |
| SV Transvaal             | 2-1 |     | 1-1 | 1-3 | 3-1 | 3-1 | 2-1 | 0-1 | 0-0 | 2-3 |
| SV Leo Victor            | 1-2 | 0-0 |     | 5-1 | 2-0 | 0-0 | 3-1 | 2-0 | 1-3 | 0-2 |
| SV Nishan'42             | 0-4 | 3-3 | 0-1 |     | 1-0 | 2-2 | 1-1 | 1-3 | 3-0 | 2-0 |
| Walking Bout Company     | 1-3 | 2-2 | 3-0 | 4-3 |     | 6-2 | 3-2 | 2-0 | 2-1 | 1-1 |
| SV Botopasi              | 2-3 | 1-2 | 1-2 | 2-1 | 4-2 |     | 2-0 | 3-2 | 2-2 | 4-1 |
| SV Robinhood             | 0-1 | 1-4 | 1-0 | 2-2 | 4-2 | 1-0 |     | 1-1 | 3-0 | 2-1 |
| SCSV Takdier Boys        | 2-2 | 2-3 | 0-2 | 0-2 | 2-1 | 1-2 | 1-3 |     | 2-0 | 2-2 |
| SV Notch                 | 1-2 | 1-2 |     | 2-5 | 2-4 | 2-1 | 2-0 | 1-1 |     | 2-0 |
| SV Excelsior             | 3-4 | 0-2 | 0-2 | 0-7 | 1-4 | 1-4 | 4-3 | 1-2 | 2-3 |     |

## Bilan de la saison
| Championnat du Suriname de football 2015-2016 |                              |
| Champion                                      | Inter Moengotapoe (8e titre) |
| Coupes et trophées                            |                              |
| Vainqueur de la Coupe du Suriname 2015-2016   | SV Robinhood                 |
| Qualifications continentales                  |                              |
| CFU Club Championship 2017                    | Inter Moengotapoe            |
| CFU Club Championship 2017                    | SV Transvaal                 |
| Promotions et relégations                     |                              |
| Promus en Topklasse                           | SV Voorwaarts                |
| Promus en Topklasse                           | SV Jong Rambaan              |
| Promus en Topklasse                           | PVV                          |
| Promus en Topklasse                           | SNL                          |
| Relégués en Hoofdklasse                       | SCSV Takdier Boys            |
| Relégués en Hoofdklasse                       | SV Excelsior                 |